# Ierissós
Ierissós (en grec moderne : Ιερισσός), connue aussi sous le nom d’Ancienne-Acanthos (Αρχαία Άκανθος / Archéa Ákanthos) est une localité située en Chalcidique dans le nord de la Grèce, sur le golfe de Ierissós. Elle était le chef-lieu de l'ancienne municipalité de Stágira-Ákanthos, avant de devenir en 2011 le chef-lieu du dème d'Aristotélis. Selon le recensement de 2001, Ierissós compte 3 118 habitants.
Celui-ci s’est développé à proximité immédiate des ruines de l’antique Acanthos.
La vie économique de Ierissós est principalement basée sur l'industrie du tourisme et la pêche. Depuis quelques années, diverses activités attirent aussi la population active masculine vers le Mont Athos (bâtiment, exploitation forestière, …), où elle prête main-forte au moines de la République monastique dans la gestion de leur territoire.